# Neustria (Italia)

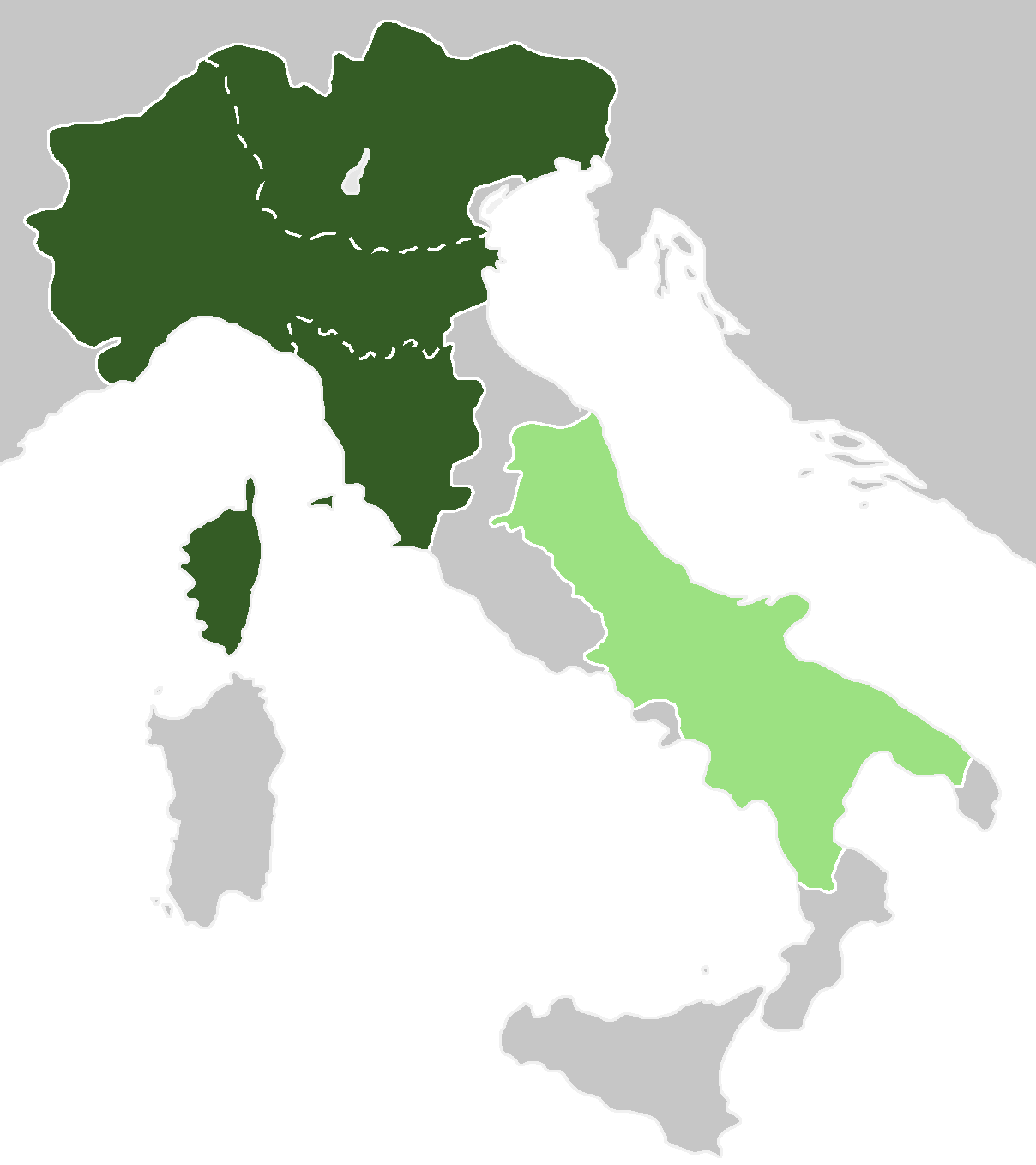
La porción noroeste de la Langobardia Maior se corresponde con la Neustria

La Neustria (llamada italiana, longobarda o lombarda para distinguirla de la región franca homónima) fue el nombre que recibió durante la Alta Edad Media la parte más occidental del Reino de Italia bajo la soberanía longobarda. El nombre, aunque de etimología controvertida, alude sin embargo al oeste.
Ubicada dentro de la llamada Longobardia Major o Gran Longobardia / Lombardía, la Neustria italiana se extendía desde el río Adda hasta los Alpes occidentales. Su contraparte era llamada Austria, es decir; la [tierra] oriental. 
Las fuentes más antiguas sobre esta partición del reino aparecen en el siglo VII. Si bien, por las características del estado longobardo, no hubo un reparto del territorio entre soberanos, la distinción entre Neustria y Austria iba más allá de una cuestión geográfica; en efecto, ambas regiones presentaban una gran diferencia en términos culturales y políticos.

## Territorio
La Neustria incluía en su territorio varios de los ducados longobardos, pudiendo destacar a:
- Pavía, a la vez capital del reino.
- Asti
- Turín

## Historia
Los ducados de Neustria fueron durante mucho tiempo los más leales a la llamada dinastía bávara de los longobardos. Fuertemente pro católicos, apoyaban una política de acercamiento al y al Exarcado de Rávena. 
Tras la caída del reino en 774, toda la Gran Longobardia quedó bajo el dominio de los francos, sin embargo, no se modificó su estructura político-administrativa, aunque los ducados se convirtieron en condados.
- Datos: Q1452210